# 土肥徹平
土肥 徹平（どい てっぺい、1998年4月4日 - ）は、キリンプロ大阪オフィスに所属していた日本の元子役。

## モデル活動

### スチール
- トイザらス（2001年）
- 大阪ガス（2003年）

### スチール以外のモデル活動
- ECCアーティスト専門学校梅田校[注釈 1]（学校法人山口学園、2003年・2004年） - 七五三着付モデル

## 出演

### テレビドラマ
- ドラマ30 ピュア・ラブII/ピュア・ラブIII（毎日放送、2002年・2003年） - 佐竹基生 役
- 子連れ狼 第二部 第17話[1]（テレビ朝日、2003年） - 新太郎 役
- 徳川綱吉 イヌと呼ばれた男（フジテレビ、2004年）
- DRAMA COMPLEX 戦国自衛隊・関ヶ原の戦い（日本テレビ、2006年） - おあきの息子 役
- 名奉行! 大岡越前 第2シリーズ 第2話（テレビ朝日、2006年） - 幼少期の平吉 役
- 芋たこなんきん 第17話[1]（NHK大阪放送局、2006年）

### Vシネマ
- 実録・名古屋やくざ戦争 統一への道（クリエイト21/村上劇画プロ[注釈 2]、2003年）

### CM
- しんたまご（全農、2003年）
- ZAQ（J:COM、2003年）
- ケイ・オプティコム（2003年）
- 味覚糖（2006年）
- フォルス学習システム（イー・ラーニング研究所、2006年）

### ビデオパッケージ
- アースの季節（アース製薬、2004年）
- ポケットモンスター（2006年）

### 映画
- 阿修羅城の瞳（松竹、2005年[注釈 3]）
- YOSHIMOTO DIRECTOR'S 100 〜100人が映画撮りました〜 おっちゃん（吉本興業、2007年） - 主演・てっぺい 役

### テレビ番組
所属事務所公式プロフィール（下記外部リンク節を参照）には、2005年から2007年まで『スタぴか! THOSE★AMAZING★KIDS!』（読売テレビ）に複数回ゲスト出演したことが記されている。